# Малоозёрское муниципальное образование
Малоозёрское муниципальное образование — упразднённое в 2013 году муниципальное образование в составе Новобурасского района Саратовской области. Административный центр — село Малые Озёрки. В состав поселения входило 5 населённых пунктов — 4 села и 1 посёлок.
Законом Саратовской области от 24 апреля 2013 года № 63−ЗСО Белоярское и Малоозёрское муниципальные образования преобразованы путём их объединения во вновь образованное муниципальное образование «Белоярское муниципальное образование Новобурасского муниципального района Саратовской области» наделённое статусом сельского поселения.

## Населённые пункты
В состав Малоозёрского муниципального образования ранее входили:
- село Малые Озёрки — административный центр;
- село Ключёвка;
- село Кутьино;
- село Леляевка;
- посёлок Скат.

Площадь МО — 18618 га)
Реки, протекающие на территории МО — р. Чечуйка, р. Ключевка, р. Медведица.
Почтовый адрес администрации МО 412560, Саратовская область, Новобурасский район, с. Малые Озерки, ул. Шарковых,29.
Глава администрации — Афонин Владимир Николаевич.
Назначен на должность 1 апреля 2008 года.

## История
Малоозёрское муниципальное образование — упразднённое в 2013 году муниципальное образование в составе Новобурасского района Саратовской области. Административный центр — село Малые Озёрки. В состав поселения входило 5 населённых пунктов — 4 села и 1 посёлок.
История Малоозёрского муниципального образования тесно связана с историей Новобурасского района и Саратовской области в целом. Первые упоминания о населенных пунктах в этом регионе могут быть относительно давние, но формирование самого муниципального образования произошло в современном смысле в рамках административной реформы, проведенной в 2013 году.
Село Малые Озёрки, как административный центр муниципального образования, вероятно, имеет свою историю, связанную с освоением этих земель и развитием сельского хозяйства в районе. Однако подробная историческая информация может быть предметом исследований в архивах и местных исторических источниках Саратовской области.

## Население
а) трудоспособного возраста (с 14 лет) 694
б) Пенсионеров по возрасту 275
в) Несовершеннолетние:
— от 0 до 6 лет (включ) 84
— от 7 до 17 лет (включ) 138
г) молодежь (от 14 до 30 лет) 258
д) учащиеся 120
е) Ветераны ВОВ 2
ж) Инвалиды 67